# Sidharth Shukla
Siddharth Shukla (12 tháng 12 năm 1980 – 2 tháng 9 năm 2021) là một diễn viên, người dẫn chương trình kiêm người mẫu Ấn Độ đã xuất hiện trong các bộ phim truyền hình Hindi. Anh được biết đến với các vai diễn trong Broken But Beautiful 3, Cô dâu 8 tuổi, Từ trái tim đến trái tim. Anh nổi lên khi giành chiến thắng trong loạt truyền hình thực tế Bigg Boss và Fear Factor. Anh cũng tham gia dẫn chương trình Savdhaan India và India's Got Talent. Năm 2005, anh đã giành danh hiệu Người mẫu xuất sắc nhất thế giới khi đánh bại 40 người tham gia khác từ khắp châu Á, châu Mỹ Latinh và châu Âu. Anh bắt đầu tham gia diễn xuất vai chính trong phim Babul Ka Aangann Chootey Na cùng với nữ diễn viên Aastha Chaudhary. Năm 2014, anh ra mắt Bollywood với vai phụ trong phim Cô dâu của "Humpty" Sharma.

## Sự nghiệp điện ảnh

### Truyền hình
- 2008-09 Babul Ka Aangann Chootey Na  vai Shubh Ranawat
- 2009-10 Jaane Pehchaane Se Ye Ajnabbi  vai Veer Vardhan Singh
- 2011 Love U Zindagi  vai Rahul Aditya Kashyap
- 2012-15 Balika Vadhu  vai Shivraj Alok Shekhar
- 2013 Jhalak Dikhhla Jaa
- 2014 Comedy Nights with Kapil
- 2014–2015 Savdhaan India
- 2015 Comedy classes
- 2015 India's Got Talent
- 2015 Bigg Boss 9
- 2016 Khatron Ke Khiladi
- 2016 India's Got Talent
- 2017 Dil Se Dil Tak

### Điện ảnh
- 2014 Humpty Sharma Ki Dulhania  vai Angad Bedi -  Stardust Awards - Breakthrough Supporting Performance (Male)[10]

## Giải thưởng
- Ngôi Sao Xanh 2016 Giải thưởng Ngôi Sao Xanh 2016